# Augochlora phoenicis
Augochlora phoenicis är en biart som först beskrevs av Joseph Vachal 1911.  Augochlora phoenicis ingår i släktet Augochlora och familjen vägbin. Inga underarter finns listade.